# María José Marcos
María José Marcos Torró (Alicante, 1981) es una arquitecta  española y profesora de Proyectos Arquitectónicos en la Universidad de Alicante. Es directora y fundadora del estudio de arquitectura Magicarch a través del cual realiza, a nivel internacional, proyectos arquitectónicos y urbanísticos fundamentados en el valor sociocultural del espacio y la ecología.

## Biografía
Estudió en la Universidad de Alicante, su Proyecto de Fin de Carrera fue la primera Matrícula de Honor oficial de la Universidad de Alicante ´Mecanismos de producción arquitectónica en Ámsterdam, Venecia y Manhattan’.  Obtuvo su título en la Universidad de Alicante en el año 2008 con calificación cum laude y su título de Máster en Proyectos Arquitectónicos Avanzados en la Escuela Técnica Superior de Arquitectura de Madrid. En 2008 Marcos funda su estudio de arquitectura Magicarch con proyectos en Europa y Asia y se especializa en el diseño atmosférico inmerso en la naturalización, la interculturalidad, la postproducción,  la ecología y el postcyberpunk, ligado además a las nuevas tecnologías y a las energías invisibles. Diseña sus proyectos de arquitectura desde un posicionamiento adaptativo, capaz de modificar, mejorar y cuidar el territorio con una mirada al futuro ecosistémico y cambiante. Actualmente completa su doctorado sobre la innovación en la docencia de proyectos arquitectónicos. Marcos además es consultora de consejos editoriales como Domus, de Jurados de premios de Arquitectura y consultora de comités políticos en España y Corea del Sur.  Ha sido invitada a dar charlas sobre su trabajo y sus reflexiones sobre la Arquitectura y la Ciudad contemporánea en las siguientes ciudades: Londres, Atenas, Seúl (en numerosas ocasiones), Roma, Barcelona, Albacete, Alicante, Venecia, Quito, Shenzen, Madrid, Ljibuana, Shanghái, Estambul y Nicosia. ‘MAGICARCH’  ha realizado varios proyectos con Bestbefore, Ábalos-Sentkiewicz, Xpiral o Antonio Abellán.  

## Trayectoria profesional

### Su visión de la Arquitectura
Desde su estudio MAGICARCH y desde la Academia desarrolla su arquitectura con una gran influencia de Asia por los años que vivió en Seúl, donde sigue siendo consultora y realizando proyectos de arquitectura. Marcos tiene una visión crítica y cosmopolita de los nuevos escenarios, territorios y cualidades de lo doméstico gracias a haber vivido en varios lugares como Ámsterdam, Seúl, Madrid, Barcelona, Venecia o Londres. En sus últimos proyectos se centra en el valor de la Ecología en el diseño, la implementación tecnológica de la Arquitectura y el Diseño del Cuidado. Lo que ella define como:

‘diseño atmosférico’ y la necesidad de pensar en el ‘Aire’ como la nueva oportunidad de los invisibles en el diseño.

Los nuevos desafíos que presentan las ciudades contemporáneas la interesan por lo que incorpora a sus proyectos distintas escalas ecológicas, bien desde visiones guattarianas de diseño climático o de cuestiones de afecto latourianas como ‘Matters of Concern’. En la ciudad de Murcia destaca su propuesta para la fachada del mercado de Saavedra Fajardo o varios jardines en el barrio de El Carmen.
Sus proyectos han sido seleccionados en varias exposiciones internacionales. 
- En 2002 en VIII Bienal de arquitectura de Venecia.
- En 2006 expuso su obra como estudiante en la III Biennale de arquitectura de Rotterdam.
- En 2012 la seleccionaron en el ‘100 architects of the year’ para el KIA Korean Institute of Architects de Seúl.
- En 2013 en la muestra ‘EXPORT Spanish Architects abroad’ Museo Ico, Madrid.
- En 2014 en el ‘Seoul Architecture festival’ Seúl.

- En 2017 en la Arquería de los Nuevos Ministerios en Madrid y en Mediterranean vs Caspian Sea’ Bakú, Azerbaiyán.
- En 2018 en 16th Bienal de Venecia[2] y  en la POST-OTTO WAGNER MAK de Viena.
- En 2021 17th Bienal de Arquitectura de Venecia.[6]

### Trayectoria docente
En 2010 empezó su carrera dentro de la docencia como profesora de proyectos en Cátedra Proyectos Arquitectónicos de José María Torres Nadal en la Universidad de Alicante, y colaboró dentro de la universidad en la Red de Investigación Docente. En 2011 en la Universidad Internacional de Cataluña fue profesora invitada, asistente de proyectos en la Unidad Docente de Iñaki Ábalos en la ETSAM, Universidad Politécnica de Madrid. Entre 2012 y 2014 ha sido profesora invitada en la Architectural Association, Londres y fue profesora de proyectos arquitectónicos en Soongsil University (Seúl). Ha impartido charlas en Alicante, Murcia, Mallorca, Seúl y Liubliana. Ha colaborado como corresponsal y editora de DOMUS, Neo2, A10 New European Architecture, Abitare y Mark. 
Además, su vínculo con la actividad docente no solo se resume a la enseñanza, sino también se vincula en proyectos de innovación docente como la investigación y mejora del Proyecto Fin de Carrera de la Universidad de Alicante mediante el “YRGB Taller”.

### Trayectoria crítica
María José, ha contribuido al pensamiento crítico contemporáneo con sus escritos y exposiciones sobre arquitectura, así como siendo jurado de premios de Arquitectura. Ha entrevistado a Toyoo Itō durante la Bienal de Arquitectura de Venecia 2012 y Anne Lacaton para la revista  Domus (magazine), en la que contribuye durante cuatro años junto al arquitecto Gonzalo Herrero Delicado . También con Herrero, ha escrito en la revista Abitare.
Así mismo, ha llevado a cabo eventos de reflexión en torno a la arquitectura en Oriente, galería de arquitectura un espacio que funda en Murcia en el año 2010 junto a Juan Antonio Sánchez Morales y Gonzalo Herrero. Es la primera galería específica de arquitectura de España y quinta de Europa. El objetivo es reflexionar sobre aspectos como la revalorización de la figura del arquitecto/a y la pertinencia del espacio expositivo clásico, tal y como hasta ahora se ha entendido.
Entre las exposiciones llevadas a cabo por esta arquitecta destaca la que realiza en La Conservera que titula ‘La Temperíe’.  También ha dirigido conferencias de PechaKucha de Murcia. Otras exposiciones y eventos que han estado a su cargo han sido la XIII Bienal de arquitectura de Venecia, el Festival internacional SOS4.8 en Murcia, el Colegio oficial de Arquitectos de Murcia COAMU y el Colegio oficial de Arquitectos de Alicante COA.

## Premios y reconocimientos[3]
- En 2007, como estudiante, obtuvo el Primer Premio de IV edición de los premios SCHINDLER.[21]
- En 2008 seleccionada para III Bienal de Arquitectura y Urbanismo de Venecia.
- En 2009 the Education Award for Young Entrepreneurs of the Valencia Government.
- En 2011 obtuvo el Tercer Premio al proyecto prototipo ‘Vapour House’, Barcelona. junto a Javier Peña.[22]
- En 2012 en el concurso internacional del COAC Primer Premio en ‘Altres Pessebres’.[23]
- En 2012 fue seleccionada para ‘100 architects of the year‘ at the KIA Korean Institute of Architects,  Daejeon.[24]
- Finalista en el ONE PRIZE de Nueva York en 2011[25] y ONE PRIZE de Nueva York en 2014.[26]
- VII edición de los premios Arquia con una obra.[27]
- En 2016 finalista en la XIII Bienal de Arquitectura y Urbanismo.[28]
- En 2017 finalista en los premios Inspirelli Awards.